# Anticholinergikum
Anticholinergika jsou chemické látky, které když se dostanou do centrální nervové soustavy (nebo do periferní nervové soustavy), tak začnou blokovat neurotransmitter acetylcholin (překáží mu, když se chce navázat na receptor), což má za následek inhibici parasympatických nervových přenosů. Neurony v parasympatiku jsou zodpovědné za vědomě nekontrolovatelné pohyby hladkých svalů v trávicí soustavě, vylučovací soustavě, plicích a dalších částech těla. Anticholinergika se dělí na tři kategorie podle jejich specifických cílů v nervové soustavě: antimuskarinická, ganglioplegická a neuromuskulárně blokující.

## Lékařské využití
Anticholinergní léky se používají při řadě různých zdravotních problémů:
- Závratě (vertigo) včetně symptomů souvisejících s kinetózou
- Extrapyramidové symptomy; potenciální vedlejší účinek antipsychotik
- Problémy trávicí soustavy (např. žaludeční vředy, průjem, pylorospasmus (křečovité sevření žaludku), divertikulitida, ulcerózní kolitida, zvracení, nevolnost)
- Genitourinární (močopohlavní) problémy (např. infekce močových cest, uretritida a prostatitida)
- Insomnie (nespavost), i když většinou jen krátkodobějšího charakteru
- Problémy s dýcháním (astma, nebo např. chronická obstrukční plicní nemoc)
- Sinusová bradykardie vyvolaná hypersenzitivitou bloudivého nervu

Anticholinergika obvykle snižují produkci slin, a u mnoha z nich lze cítit sedativní účinky – oboje se při případném chirurgickém zákroku hodí.

## Rekreační užití
Když se do lidského těla dostane během krátkého času vysoké množství anticholinergika, může tělo zareagovat toxickou reakcí, tzv. akutním anticholinergním syndromem. K takovémuto předávkování může dojít jak omylem, tak záměrně jako důsledek rekreačního užívání drog. Anticholinergika podle některých rekreačních uživatelů patří mezi ty nejméně příjemné drogy.

## Vedlejší účinky
Dlouhodobé užívání může zvýšit riziko fyzického i duševního úpadku. Není jasné, jaký mají anticholinergika obecně vliv na riziko smrti. U starších dospělých by tomu tak mohlo být.
Mezi možné účinky anticholinergik patří:
- Špatná koordinace
- Demence [12]
- Snížená produkce hlenu v nosu a krku; následně suchý, poškrábaný krk
- Sucho v ústech, které může urychlit vznik zubního kazu
- Zastavení pocení; následné snížení množství vydávaného tepla pokožkou vede k teplé, snížil epidermální tepelný rozptyl vede k teplé, skvrnité nebo červené kůži
- Zvýšená tělesná teplota
- Mydriáza (roztažení zornic); následuje citlivost na světlo (fotofobie)
- Ztráta akomodace (ztráta schopnosti se soustředit, rozmazané vidění – cykloplegie)
- Dvojité vidění
- Zvýšená srdeční frekvence (tachykardie)
- Tendence být snadno překvapen
- Zadržování moči
- Inkontinence (pomočení se) během spánku
- Zeslabený pohyb střev, někdy až střevní neprůchodnost (snižuje pohyblivost prostřednictvím bloudivého nervu)
- Zvýšený nitrooční tlak; to je nebezpečné pro lidi se zeleným zákalem.

Možné účinky na centrální nervový systém se podobají deliriu a mohou zahrnovat:
- Zmatenost
- Dezorientace
- Agitace
- Euforie nebo dysforie
- Respirační deprese (zpomalení dýchání)
- Problémy s pamětí[13]
- Neschopnost soustředit se
- Putování myšlenky; neschopnost udržet tok myšlenek
- Nesouvislá řeč
- Podrážděnost
- Duševní zmatenost ("mentální mlha")
- Myoklonus (prudké záškuby svalů)
- Neobvyklá citlivost na náhlé, silné zvuky
- Nelogické myšlení
- Fotofobie
- Poruchy zraku
  - Pravidelné záblesky světla
  - Periodické změny v zorném poli
  - Zrnité vidění
  - Omezené nebo "tunelové vidění"
- Vizuální, sluchové nebo jiné smyslové halucinace
  - Deformace nebo vlnění ploch a hran
  - Texturované povrchy
  - "Tancující" rovné čáry; "pavouci", hmyz; různé geometrické obrazce
  - Živé halucinace objektů k nerozeznání od reality
  - Halucinovaná přítomnost lidí, kteří zde ve skutečnosti nejsou
- Vzácně: křeče, kóma a smrt
- Ortostatická hypotenze (závažný pokles systolického krevního tlaku při rychlejším postavení se na nohy) a výrazně zvýšené riziko pádu u starší populace.[14]

U starších pacientů hrozí silnější projevy výše uvedených nepříjemných symptomů při nedostatku acetylcholinu, protože jejich organismus jej produkuje méně.

### Toxicita
Akutní anticholinergní syndrom je reverzibilní a pomalu odezní brzy poté, co tělo odbourá příslušné anticholinergikum. Reverzibilní inhibitor acetylcholinesterázy, jako je např. fysostigmin, může být využit jako antidotum (protijed) v život ohrožujícím případě. Není však radno to s ním přehánět – přebytek acetylcholinu totiž provázejí podobně zlé symptomy, jako jeho nedostatek: záchvaty, svalová slabost, bradykardie, bronchokonstrikce, slzení, slinění, záchvaty kašle s vykašláváním hlenu, zvracení, průjem. V jednom zdokumentovaném případě anticholinergní toxicity došlo po rychlé aplikaci fysostigminu pacientovi k záchvatu. Fysostigmin by se neměl podávat ani brzy poté, co si pacient vezme tricyklické antidepresivum.
Piracetam (a jiné -racetamy), α-GPC a cholin dokáží aktivovat cholinergní systém a ulevit tak od kognitivních symptomů způsobených delším užíváním anticholinergik. [zdroj?]

## Farmakologie
Anticholinergika jsou klasifikována podle receptorů, které ovlivňují:
- Antimuskarinická – antagonizují muskarinové acetylcholinové receptory. Většina anticholinergik patří do této skupiny.
- Antinikotinická – antagonizují nikotinové acetylcholinové receptory. Většina z nich jsou nedepolarizující myorelaxancia působící na příčně pruhované svaly, která se používají při chirurgických zákrocích a jsou strukturálně podobná kurare. Existují ovšem i depolarizující antinikotinická anticholinergika.
- Ganglioplegická – též antagonizují nikotinové acetylcholinové receptory, ale na jiném místě v těle a na rozdíl od předchozích dvou skupin, tato skupina nemá při terapii uplatnění[16]

## Příklady
Následuje seznam obsahující některá ze známějších anticholinergik:
- Antimuskarinická anticholinergika
  - Antipsychotika (klozapin, kvetiapin)[17]
  - Atropin
  - Benzatropin
  - Biperiden
  - Chlorfeniramin
  - Některé SSRI (citalopram, sertralin)[17]
  - Dicyclomin (Dicykloverin)
  - Dimenhydrinát[17]
  - Difenhydramin[17]
  - Doxepin
  - Doxylamin
  - Glykopyrrolát
  - Glykopyrronium
  - Ipratropium
  - Orphenadrin
  - Bromid oxitropia
  - Oxybutynin[17]
  - Promethazin
  - Propantelin bromid
  - Tolterodin
  - Tiotropium
  - Tricyklická antidepresiva (28 sloučenin s různými obchodními názvy)
  - Trihexyfenidyl
  - Skopolamin
  - Solifenacin
  - Tropicamid[4]
- Antinikotinická anticholinergika
  - Bupropion - Gangliové blokátory[18][19][20]
  - Dextrometorfan - potlačuje Kašel a gangliových blokátory[21][22][23]
  - Doxacurium - Nedepolarizující svalové relaxans
  - Hexamethonium - Gangliové blokátory
  - Mecamylamin - Gangliové blokátory a občasné kouření zastavení podpory[24]
  - Tubokurarin - Nedepolarizující svalový myorelaxans

Rostliny z čeledi Lilkovité obsahují různé anticholinergní tropanové alkaloidy, jako je skopolamin, atropin a hyoscyamin.
Fysostigmin je jedním z mála léků, které lze použít jako protijed při otravě anticholinergiky. Nikotin také působí proti anticholinergikám, a to aktivací nikotinových acetylcholinových receptorů. Kofein (i když je antagonistou adenosinových receptorů) je schopen rušit anticholinergní symptomy zeslabením sedace a zesílením acetylcholinové aktivity,

## Rostlinné zdroje
Mezi nejběžnější rostliny obsahující anticholinergické alkaloidy (včetně atropinu, skopolaminu a hyoscyaminu) jsou:
- Atropa belladonna (rulík zlomocný)
- Brugmansia (rod)
- Durman (rod)
- Garrya (rod v čeledi Garyovité)
- Hyoscyamus niger (blín černý)
- Mandragora officinarum (mandragora lékařská)

## Použití jako odrazující prostředek
Některé opioidy, jako jsou hydrokodon a kodein, se někdy prodávají v kombinaci s anticholinergikem s cílem odradit tak od jejich zneužití. Příklady zahrnují Hydrokodon/Homatropin či difenoxylát/atropin.
Na druhou stranu, kombinace opioid/antihistaminikum se běžně používá díky synergickému efektu, který spolu tyto dvě skupiny léků mají.